# Барисова
Барисова (Борисова; латыш. Barisova) — населённый пункт в Вилякском крае Латвии. Административный центр Вецумской волости. Находится на реке Кира. Через село проходят автодороги V457 и V475. По данным на 2015 год, в населённом пункте проживало 186 человек.

## История
В советское время населённый пункт входил в состав Вецумского сельсовета Балвского района. В селе располагался совхоз «Вецуми».